# Ясень (гміна Лопушно)
Ясень (пол. Jasień) — село в Польщі, у гміні Лопушно Келецького повіту Свентокшиського воєводства.
Населення — 220 осіб (2011).
У 1975-1998 роках село належало до Келецького воєводства.

## Демографія
Демографічна структура на день 31 березня 2011 року:
|          | Загалом | Допрацездатний вік | Працездатний вік | Постпрацездатний вік |
| -------- | ------- | ------------------ | ---------------- | -------------------- |
| Чоловіки | 116     | 29                 | 80               | 7                    |
| Жінки    | 104     | 22                 | 58               | 24                   |
| Разом    | 220     | 51                 | 138              | 31                   |